# 和歌山県立和歌山商業高等学校
和歌山県立和歌山商業高等学校（わかやまけんりつ わかやましょうぎょうこうとうがっこう）は、和歌山県和歌山市砂山南に所在する公立の商業高等学校。通称は「和商（わしょう）」もしくは「県和商（けんわしょう）」。

## 設置学科
- ビジネス創造科（1学年あたり280名）
  - 地域情報コース、会計コース

## 沿革
- 1904年 - 和歌山市立和歌山商業学校（初代）として開校。
- 1922年 - 市から県に移管し和歌山県立商業学校と改称。
- 1927年 - 和歌山県立和歌山商業学校と改称。
- 1948年 - 学制改革により一旦廃校、生徒は他の学校に分散移籍する。
- 1951年 - 再び開校、現校名とする。
- 1992年 - コース制を導入。
- 1994年 - 会計科、情報処理科、国際経済科の3学科体制とする。
- 2009年 - 3学科をまとめ、学科がビジネス創造科のみとなる（2008年度新入生から）。

## 出身者
- 逸見享 - 版画家、装幀家
- 田嶋一雄 - ミノルタ創業者
- 中谷準志 - 元プロ野球選手
- 近藤正雄 - 元プロ野球選手
- 江崎正義 - 元プロ野球選手
- 西山和良 - 元プロ野球選手
- 福塚勝哉 - 元プロ野球選手
- 山本秀一 - 元プロ野球選手
- 雑賀幸男 - 元プロ野球選手
- 田村政雄 - 元プロ野球選手
- 西口文也 - 元プロ野球選手
- 南昌輝 - 元プロ野球選手
- 西村天裕 - プロ野球選手
- 川崎孝 - 元アマチュア野球選手
- 東隆明 - 俳優、作家
- 木乃下真市（木下伸市） - 津軽三味線奏者
- 松本雅男 - 一橋大学名誉教授
- 宮本恵美子 - 元バレーボール選手・東洋の魔女
- 田中朋子 - 元女子プロ野球選手、在学時はソフトボール部
- 山本沙羅 - 柔道家

## 不祥事

### 野球部での体罰事件
2022年10月15日、硬式野球部の60歳代の男性監督が、同部の1年生の男子部員をバットで殴り、頭部に軽傷を負わせた。被害を受けた部員は和歌山県警察に傷害容疑での被害届を提出し、同校はこの監督を指導から外す措置を取った。同男性は辞任した後、同年12月19日に書類送検、翌年2月7日付で略式起訴、8日付で罰金15万円の略式命令を受けた。なお、他にも4件の体罰が確認されている。